# جمعية اللسانيات البريطانية
الجمعية اللسانية البريطانية هي جمعية لسانية بريطانية . نشرت سنة 1964 جريدة اللسانيات.
1. ↑  وصلة مرجع: http://www.lagb.org.uk/history. الوصول: 6 أغسطس 2022.